# アレクセイ・コンスタンチノヴィッチ・トルストイ

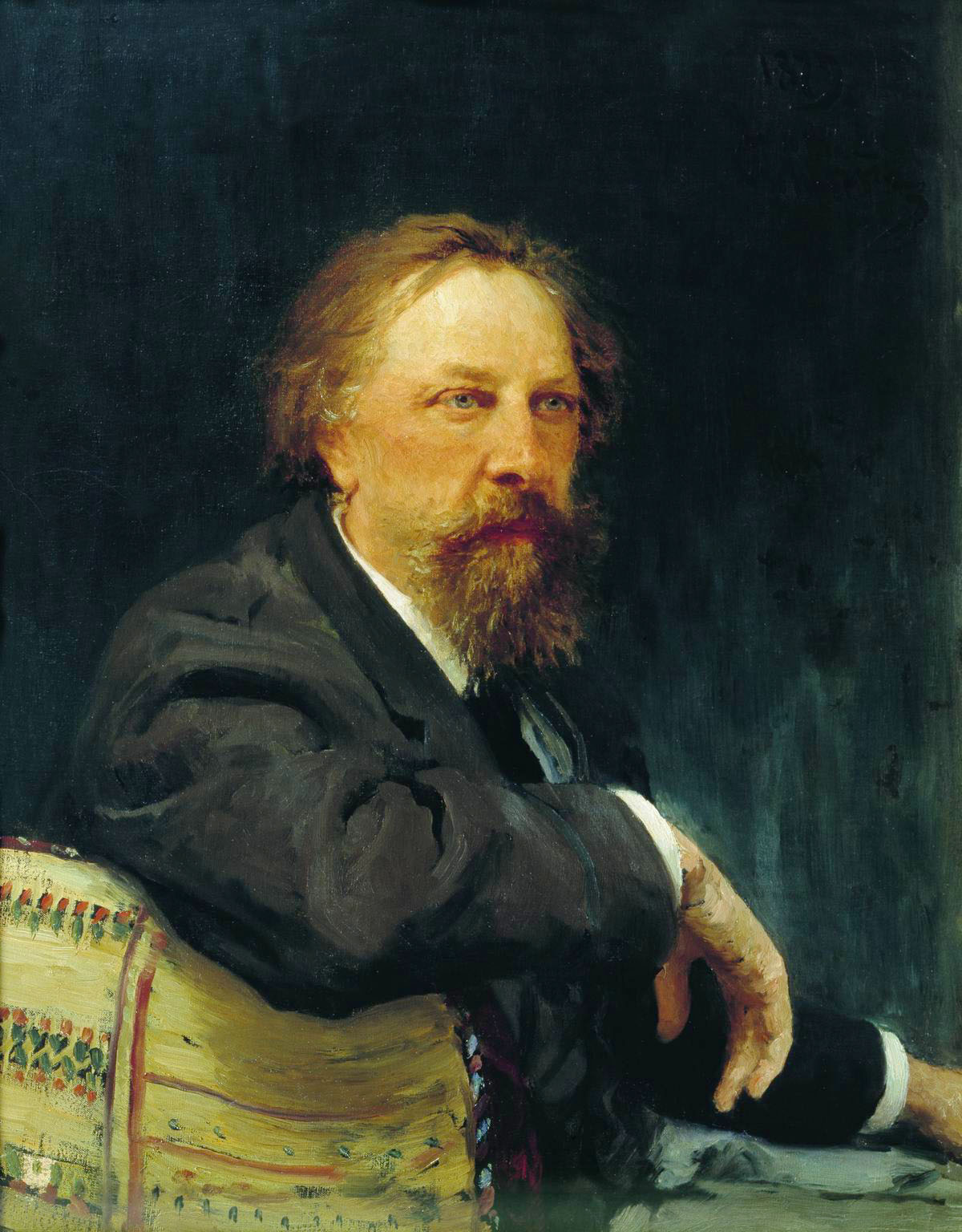
イリヤ・レーピンによるA.K.トルストイ像

アレクセイ・コンスタンチノヴィッチ・トルストイ（ロシア語:Алексе́й Константи́нович Толсто́й；ラテン翻字の例:Aleksey Konstantinovich Tolstoy、1817年9月5日（ユリウス暦8月24日） - 1875年10月10日（ユリウス暦9月28日））はロシアの詩人、小説家、劇作家である。

## 概要
アレクセイ・コンスタンチノヴィッチ・トルストイはサンクトペテルブルクで、高名なトルストイ伯爵家に生まれた。彼はモスクワ大学を1836年に卒業した。アレクセイは生涯の大半を法廷で過ごし、Master of Ceremoniesとして（後年はGrand Master of Royal Huntingとして）国家に奉仕した。彼は1861年に公職から引退し、詩作のためにより多くの時間を割けるようになった。
彼は賞賛に値するバラード、一編の歴史小説、いくつかの放縦な詩を執筆し、ジェムチュージュニコフ兄弟と共同でコジマー・プルトコーフのペン・ネームでは風刺文も書いた。しかし彼のロシア文学に対する貢献として後年まで記憶されているのは、プーシキンの『ボリス・ゴドゥノフ』に倣った歴史劇の3部作である。また、トルストイ家はウクライナに広大な領地を所有していたが、アレクセイもウクライナの作家たちと関係があり、タラス・シェフチェンコの流刑に処せられた彼の刑の軽減に尽力している。また、アレクセイ自身ウクライナ語での詩作も行っている。

## 作品

### 小説
- 『吸血鬼（ウプイリ）』（1841年）栗原成郎訳 国書刊行会『ロシア神秘小説集』1984
- 『吸血鬼（ヴルダラーク）の家族』（1839年）栗原成郎訳 国書刊行会『ロシア神秘小説集』1984、河出文庫『ロシア怪談集』1990、改版2019
- 『三百年後の出会い』（1839年）川端香男里訳 国書刊行会『ロシア神秘小説集』1984
- 『白銀侯爵』（1863年）中村融訳 共和出版社 1948、岩波文庫 上下 1951

### 戯曲
- ドン・ファン（1862年）
  - 『ドン・ジュアン 劇詩』柴田治三郎訳 要書房 1949、岩波文庫 1951
- イヴァン雷帝の死（1864年）
- 皇帝フョードル・イヴァノヴィチ（1868年）
- 皇帝ボリス（1870年）[1]